# Trechiama oni
Trechiama oni is een keversoort uit de familie van de loopkevers (Carabidae). De wetenschappelijke naam van de soort werd in 1955 gepubliceerd door Shun-Ichi Uéno.